# (1570) Brunonia
(1570) Brunonia – planetoida z grupy pasa głównego asteroid okrążająca Słońce w ciągu 4 lat i 291 dni w średniej odległości 2,84 au. Została odkryta 9 października 1948 roku w Observatoire Royal de Belgique w Uccle przez Sylvaina Arenda. Nazwa planetoidy pochodzi od Brown University. Przed nadaniem nazwy planetoida nosiła oznaczenie tymczasowe (1570) 1948 TX.